# 레사카 데 라 팔마 전투
레사카 데 라 팔마 전투(Battle of Resaca de la Palma)는 멕시코-미국 전쟁의 초기 전투 중 하나이다. 1846년 5월 9일 재커리 테일러 장군이 이끄는 미합중국군이 철수를 하는 마리아노 아리스타 장군이 이끄는 멕시코군과 교전을 벌였다.

## 배경
전날인 5월 8일, 팔로 알토 전투에서 결판이 나지 않았고, 아리스타 장군은 레사카 드 라 팔마로 철수를 선택하였다. 테일러 장군의 다음 움직임을 주시하여 전열을 정비하고 있었다.
5월 9일 아침, 테일러 장군의 1,700명에 이르는 부대가 원군으로 4,000명으로 불어난 아리스타 장군이 이끄는 멕시코군과 교전을 벌였다. 멕시코군 장교들은 정치적 내분과 전장의 기복이 많은 땅에서의 보급의 어려움 때문에 드 라 팔마에서 미합중국군과 격돌한다는 아리스타 장군의 신중한 계획은 빛을 보지 못했다.

## 전투
멕시코군의 저항은 단단했고, 기병부대가 멕시코군 전선 측면에 놀라서 철수하면서 미군은 하마터면 패배를 할 뻔 했다. 미군의 위치로 두 개의 반격은 억제되었고, 멕시코군은 여러 개의 대포와 아리스타 장군의 책상, 은식기 세트, 멕시코에서 칭송을 받던 탐피코 대대의 군기와 여러 물건들을 남겨두고 초원으로 달아났다.

## 여파
가까웠던 승리가 패배로 바뀌었고, 결국 멕시코는 북부군 사령관을 해임하고, 멕시코의 전략을 완전 재검토 하기 시작했다. 멕시코 육군의 기술과 역량이 늘어났음에도 불구하고, 멕시코 정부의 비리와 내분으로 인해 많은 전투에서 일관성 있는 전략을 세울 수가 없었다.